# Dom Schneiderów na Minikowie w Poznaniu
Dom Schneiderów na Minikowie – dom wraz z gospodarstwem z XIX w., zlokalizowany przy ul. Minikowo 7 na Minikowie w Poznaniu. 

## Historia
Gospodarstwo należało pierwotnie do Józefa Schneidera, potomka Bambrów, urodzonego w 1854. W 1909 zostało rozbudowane. Schneiderowie zburzyli stare zabudowania i postawili nowe budynki gospodarcze oraz wybudowali nowy dom. Został on zbudowany z czerwonej cegły klinkierowej z licznymi zdobieniami nad oknami i wzdłuż frontowej, nieco wysuniętej do przodu części. Zdobienia wykonano z jasnożółtej cegły klinkierowej. Podobną cegłą ozdobiono dół budynku i jego narożniki. Józef Schneider zginął w czasie I wojny światowej w bitwie pod Verdun, a wdowa ponownie wyszła za mąż za Antoniego Kaisera z Naramowic. Do czasów II wojny światowej na gruntach Antoniego Kaisera, stała kapliczka przydrożna z Chrystusem w cierniowej koronie, nazywana "Bożą Męką". Ustawiona przez pierwszego właściciela gospodarstwa Józefa Schneidera. W czasie wojny, podczas utwardzania polnej drogi przy której stała kapliczka, została zniszczona.

## Dzisiaj
W 2001 dom Schneiderów i Kaiserów został odremontowany, ale wraz z renowacją utracono pierwotny wygląd budynku, ponieważ cegłę klinkierową pokryto żółtym i brązowym tynkiem. W 2009 gospodarstwo prowadził Lucjan Skalski, syn Eugenii z Kaiserów i Tadeusza Skalskiego.

## Galeria

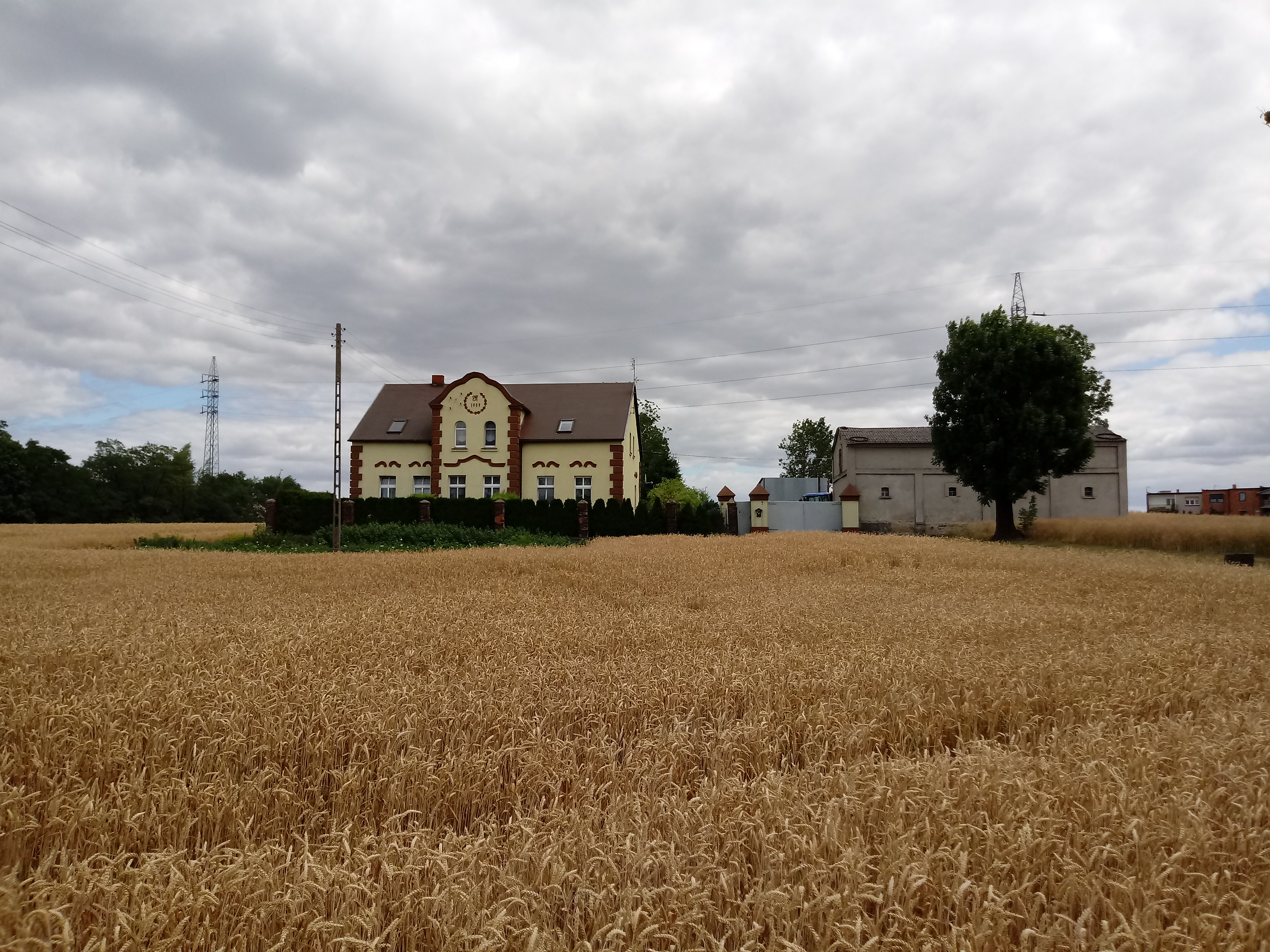
Widok gospodarstwa od ul. Minikowo